# Liste der Gleichstellungsminister von Sachsen
Die Liste der Gleichstellungsminister von Sachsen bietet einen Überblick über die Gleichstellungsminister des Freistaates Sachsen. 
Aufgeführt sind die Minister seit Errichtung des sächsischen „Staatsministeriums für die Gleichstellung von Frau und Mann“ 1994.
| Name                                                                  | Amtsantritt                                       | Kabinett                                          | Partei                                            |
| Minister für die Gleichstellung von Frau und Mann                     | Minister für die Gleichstellung von Frau und Mann | Minister für die Gleichstellung von Frau und Mann | Minister für die Gleichstellung von Frau und Mann |
| --------------------------------------------------------------------- | ------------------------------------------------- | ------------------------------------------------- | ------------------------------------------------- |
| Friederike de Haas                                                    | 6. Oktober 1994                                   | Biedenkopf II                                     | CDU                                               |
| Christine Weber                                                       | 26. Oktober 1999                                  | Biedenkopf III                                    | CDU                                               |
| Minister für Soziales                                                 |                                                   |                                                   |                                                   |
| Christine Weber                                                       | 2. Mai 2002                                       | Milbradt I                                        | CDU                                               |
| Helma Orosz                                                           | 10. Juli 2003 11. November 2004 18. Juni 2008     | Milbradt I Milbradt II Tillich I                  | CDU                                               |
| Christine Clauß                                                       | 8. August 2008                                    | Tillich I                                         | CDU                                               |
| Minister für Soziales und Verbraucherschutz                           |                                                   |                                                   |                                                   |
| Christine Clauß                                                       | 30. September 2009                                | Tillich II                                        | CDU                                               |
| Minister für Gleichstellung und Integration                           |                                                   |                                                   |                                                   |
| Petra Köpping                                                         | 13. November 2014 18. Dezember 2017               | Tillich III Kretschmer I                          | SPD                                               |
| Minister der Justiz und für Demokratie, Europa und Gleichstellung     |                                                   |                                                   |                                                   |
| Katja Meier                                                           | 20. Dezember 2019                                 | Kretschmer II                                     | Grüne                                             |
| Minister für Soziales, Gesundheit und Gesellschaftlichen Zusammenhalt |                                                   |                                                   |                                                   |
| Petra Köpping                                                         | 19. Dezember 2024                                 | Kretschmer III                                    | SPD                                               |